# Aylesbury and Buckingham Railway
L'Aylesbury and Buckingham Railway (A&BR) era una línia de ferrocarril anglesa de la regió de Buckinghamshire (Regne Unit) que operava entre Aylesbury i l'estació de Verney Junction. La línia va ser inaugurada el 23 de setembre de 1868 i clausurada el 6 de setembre de 1947. El desembre de 2008, una secció del tram entre Aylesbury i la nova estació d'Aylesbury Vale Parkway es va obrir de nou al trànsit regular de passatgers.